# دبليو. بين هنت
دبليو. بين هنت (بالإنجليزية: W. Ben Hunt)‏ هو فنان أمريكي، ولد في 13 مارس 1888 في غرينفيلد في الولايات المتحدة، وتوفي في 30 مارس 1970 في هالس كورنرز في الولايات المتحدة.